# 宫邦铎
宫邦铎（？—1941年）字振声，山东省德平县人。中华民国军事将领。

## 生平
1898年，宫邦铎入武卫右军随营步兵学堂。1899年被选派到日本留学，1900年入日本陆军士官学校第三期步兵科。1904年后，担任北洋督练处委员。1906年，任陆军第六镇步十二协第二十三标教练官。1910年，任陆军第六镇步十一一协第二十一标营管带。 
中华民国成立后，1913年任陆军第六师补充旅的团长。1914年8月任陆军第六旅旅长。1920年2月兼任江苏省江宁镇守使。1923年11月，授将军府振威将军。1924年11月6日，由齐燮元委任为陆军第十九师师长兼松沪镇守使。1925年，任陆军第六师师长。1926年作战失败后，回天津寓居。1927年，任安国军政府军事部军械司司长。1928年又回到天津寓居。
1941年，宫邦铎逝世。